# 슐라이츠

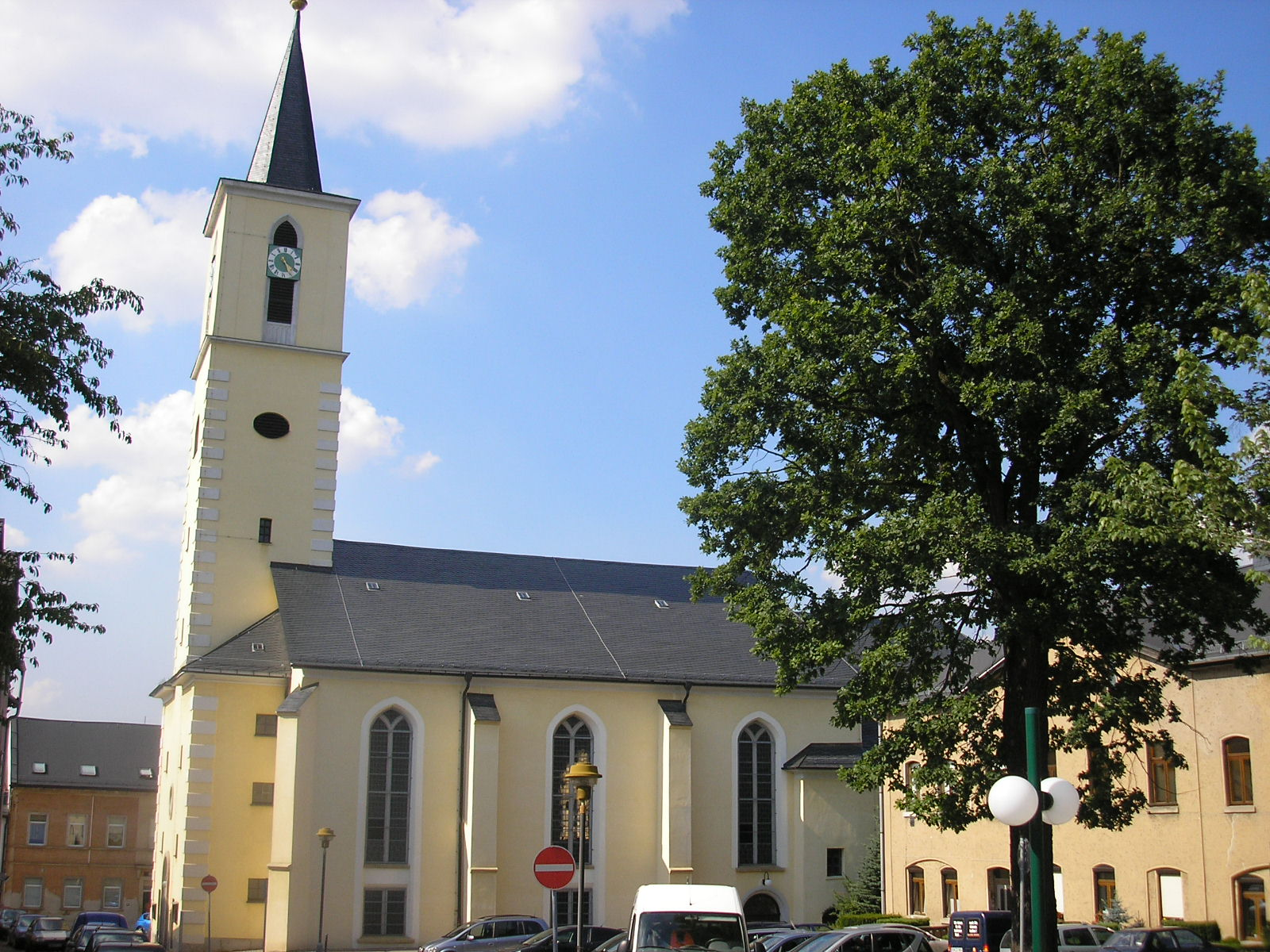
슐라이츠 교회

슐라이츠(독일어: Schleiz)는 독일 튀링겐주에 위치한 도시로 면적은 83.03km2, 높이는 432m, 인구는 8,467명(2015년 12월 31일 기준), 인구 밀도는 100명/km2이다. 튀링겐 주, 작센주, 바이에른주와의 경계 지점, 체코 국경이 합류하는 지점에 위치한 삼림 지대와 접한다.

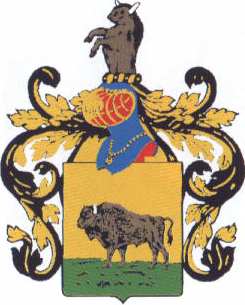
시 문장